# Antonio Cayuela Millán
Antonio Cayuela Millán   (La Unión, 21 de setembre de 1917 - Oviedo, 6 de febrer de 2006) fou un futbolista espanyol de la dècada de 1940.
Jugava a la posició d'interior esquerre.
Va ser jugador del CF Sant Just durant la temporada 1938-39. L'any 1939 fitxà pel RCD Espanyol, per jugar a l'equip amateur. Només va disputar un partit oficial amb el primer equip, la derrota 4-0 a Sevilla que significà la pèrdua del liderat a primera divisió. Durant la tornada d'aquest partit cap a Barcelona, l'autocar que portava els jugadors patí un accident a prop de Talavera de la Reina, com a conseqüència del qual diversos jugadors van resultar ferits i Cayuela va perdre un ull.
Jugà al CE Mataró i al FC Martinenc durant la temporada 1941-42 i es retirà del futbol.